# Балашов Василь Дмитрович
Васи́ль Дми́трович Балашо́в (нар. 1921 — пом. 1985) — радянський військовий льотчик-розвідник часів Другої світової війни, полковник авіації. Герой Радянського Союзу (1943).

## Життєпис
Народився 10 лютого 1921 року на хуторі Дор, нині Ржевського району Тверської області Росії, в селянській родині. Росіянин. здобув неповну середню освіту, працював слюсарем.
До лав РСЧА призваний у 1938 році. У 1940 році закінчив Ворошиловградську військову авіаційну школу льотчиків.
Учасник німецько-радянської війни з 26 червня 1941 року. Воював на Південно-Західному, Сталінградському, Південному та 4-му Українському фронтах. Літав на літаках Пе-2.
Початок війни молодший лейтенант В. Д. Балашов зустрів у бомбардувальній авіації, здійснював авіанальоти на нафтопромисли Плоєшті (Румунія). У повітряному бою був збитий і протягом тижня разом з екіпажем виходив до своїх. У розвідувальній авіації — з вересня 1941 року: спочатку — льотчик 316-го розвідувального авіаційного полку, згодом — 8-го окремого розвідувального авіаційного полку, у складі якого пройшов бойовий шлях від льотчика до командира ескадрильї (з січня 1944 року). Був поранений. Член ВКП(б) з 1944 року.
До січня 1945 року командир ескадрильї 8-го орап майор В. Д. Балашов здійснив 270 вдалих бойових вильотів на далеку розвідку і фотографування важливих військових і промислових об'єктів у глибокому тилу супротивника. Також здійснив 435 навчально-тренувальних польотів без аварій і поломок, підготував для бойової роботи 7 молодих екіпажів.
Після закінчення війни працював у системі ДТСААФ. У 1967 році полковник В. Д. Балашов вийшов у запас. Мешкав у Краснодарі, де й помер 11 квітня 1985 року. Похований на Слов'янському кладовищі міста.

## Нагороди
Указом Президії Верховної Ради СРСР від 24 серпня 1943 року «за зразкове виконання бойових завдань командування на фронті боротьби з німецькими загарбниками та виявлені при цьому відвагу і героїзм», капітанові Балашову Василю Дмитровичу присвоєне звання Героя Радянського Союзу з врученням ордена Леніна і медалі «Золота Зірка» (№ 1137).
Також нагороджений трьома орденами Червоного Прапора (06.11.1941, 30.08.1942, 29.04.1944), орденом Олександра Невського (19.02.1945), двома орденами Вітчизняної війни 1-го ступеня (02.02.1943, 11.03.1985), орденом Червоної Зірки (…) і медалями.